# Poveglia
Poveglia je malý ostrov, který se nachází mezi Benátkami a necelé dva kilometry od ostrova Lido v Benátské laguně v severní Itálii. Ostrov se skládá ze tří samostatných ostrůvků, z nichž jeden je od hlavního ostrova oddělený kanálem. Jeho rozloha je pouhých 7 hektarů. Na hlavním ostrově se nachází zvonice, zbytky loděnice a zchátralé budovy bývalého sanatoria. Obydlen byl do roku 1379, kdy jeho obyvatelé utekli kvůli válce Benátek s Janovem. Pozdeji byl ostrov užíván pro karanténu nemocných trpících morem a dalšími nemocemi. Poté na ostrově vzniklo sanatorium pro duševně choré, které bylo uzavřeno v roce 1968. Od té doby je ostrov opuštěný. Kvůli své historii se o ostrově traduje mnoho pověstí a často bývá označován jako nejstrašidelnější ostrov na světě. Veřejnosti je nepřístupný.

## Historie
Místo bylo dříve nazýváno Popilia, nejspíše kvůli jeho původní typické vegetaci – topolům. První zaznamenaná zmínka o ostrově pochází z roku 421, kdy lidé z Padovy a D’Este utekli před invazí barbarů. V 9. století vzrostla populace ostrova a stoupal i jeho význam. Správu ostrova měl na starost byrokratický úředník, zvaný podesta. Při obléhání Benátek Franky byli lidé z Popilie aktivní součástí obrany proti invazi – a za své služby měli také řadu privilegií – byli osvobození od daní, od vojenské služby nebo veslování na galérách. Ostrov byl poměrně prosperujícím centrem, ekonomicky i demograficky. Obyvatelé rybařili, pěstovali víno a podíleli se i na obchodu se solí. Pád nastal až během války Benátek s Janovem kolem roku 1379. Navzdory opevnění byl ostrov obsazen a zdemolován. Obyvatel, kterých tu původně žily stovky, zůstalo jen pár desítek. Poté byli odstěhováni na ostrov Giudecca.
Poveglia zůstala následující století neosídlená. V roce 1527 nabídl dóže ostrov kamaldulským mnichům, ti ale jeho nabídku nepřijali. Díky blízkosti přístavu Malamocco se tu až po roce 1660 začaly alespoň skladovat lodě. Během morových epidemií Poveglie posloužila jako karanténa pro nemocné a následně jako masový hrob pro infikovaná těla. Aby se zabránilo šíření nemoci, těla se často spalovala, nebo se běžně pohřbívala v masových hrobech. V roce 1776 ostrov přešel pod správu Magistrato alla Sanità (Úřad pro zdraví) a stal se bodem pro kontrolu lodí a námořníků, kteří přijížděli do Benátek a příležitostně fungoval také jako lazaret. V letech 1793 a 1798 ostrov opět posloužil jako ubytovna pro posádky dvou lodí, které onemocněly morem. Z první posádky zemřelo dvanáct lidí, z toho čtyři námořníci. Na druhé lodi na následky moru zemřelo osm námořníků. Všichni byli pochováni na ostrově a podle některých zdrojů měli být posledními oběťmi moru na Poveglii. Jiné dokumenty tvrdí, že další nakažení přijížděli ještě v roce 1821.
Kvůli karanténě byl ostrov několikrát odříznut od civilizace a uzavřen. A stával se často posledním útočištěm pro lidi nakažené morem, později také cholerou nebo dalšími infekčními nemocemi, například žlutou zimnicí. O Poveglii se tvrdí, že vzhledem k počtu úmrtí a následných pohřbů se půda na ostrově z poloviny skládá z lidských ostatků. Podle starých povídaček kvůli jejich přítomnosti kolem ostrova, nechtěli lovit ani rybáři, kterým se vyplavené pozůstatky údajně zamotávaly do sítí. Funkci karantény si ostrůvek zopakoval i v průběhu 19. století. V karanténě si tu po čtyřicet dní pobyla dokonce i žirafa, kterou darovali Egypťané rakouskému císaři. Pak se odstěhovala do svého nového domova ve vídeňské zoo.
Na zničení ostrova měl podíl také Napoleon Bonaparte. Právě on dal poničit kostel San Vitale, ve kterém se nacházel hodnotný krucifix a malba od malíře Tiziana, a starou zvonici pak přeměnili na maják.
Nějakou dobu byl areál užíván jako starobinec a útulek pro lidi bez domova. V roce 1922 byly na ostrově stojící budovy přestavěny na nemocnici a sanatorium pro duševně nemocné, fungující až do roku 1968. Podle pověstí se v nemocnici na pacientech často prováděly různé experimenty, běžné měly být třeba lobotomie. Ředitel nemocnice se nakonec podle pověsti zabil skokem z kostelní věže poté, co prohlásil, že ho pronásledují místní duchové. Důkazy o pravdivosti této historky však chybí. Následně byl ostrov krátce užíván pro zemědělství, ale brzy byl zcela opuštěn.
Poveglia postupně zůstávala opuštěná a bez využití. Budovy se mezitím proměnily z velké části v ruiny.
V roce 1997 se z ostrova měla stát mládežnická ubytovna, o dva roky později byl ostrov ale vyňat z majetku, který bylo možné prodat soukromníkům. Od roku 2003 je ostrov spravován benátským přístavem a také městem. Až v roce 2013 byl ostrov Poveglia konečně opět nabídnut k prodeji. V roce 2014 se italská vláda rozhodla snížit státní dluh prodejem ostrova se smlouvou na 99 let, doufaje, že nový majitel přestaví bývalé sanatorium na luxusní hotel. Nejvyšší nabídku předložil italský podnikatel Luigi Brugnaro. Plánoval do renovace investovat 20 milionů euro. Smlouvu ale nezískal, protože jeho plány nesplnily všechny podmínky. Jiné zdroje naznačují, že smlouva byla anulována, protože nabídka byla příliš nízká. Brugnaro se proti tomuto rozhodnutí snažil bojovat, ale potom co byl zvolen starostou Benátek, jeho zájem o ostrov zcela ustal. 
Od roku 2014 se o renovaci ostrova snaží sdružení Poveglia per tutti (Poveglia pro všechny). Zelenou část ostrova chce přeměnit na park a veřejně přístupné zahrady, které by měly sloužit jako prostor pro trávení volného času Benátčanů. Ostatně tak si i někteří obyvatelé Benátek ostrov pamatují – jako místo, kam jezdili o víkendech grilovat nebo se koupat. Sdružení, čítající přes přes 4500 členů, se podařilo vybrat 460 tisíc eur (11,3 milionu korun). Se svým záměrem na přeměnu ostrova pro veřejnost nakonec uspělo a od 1. srpna 2025 mu začíná běžet 99letý pronájem.

## Budovy a stavební struktury
Z budov na ostrově se zachovala nemocnice, sanatorium, zvonice kostela, ubytovna pro zaměstnance a administrativu a přístřešek pro lodě. Věž zvonice je nejvýraznější stavbou na ostrově. Je datována do 12. století a patřila ke kostelu San Vitale, který byl zbourán na rozkaz Napoleona Bonaparte v roce 1806. Poté byla užívána jako maják.
Větší ostrov, na kterém stojí budovy, je spojen s menším ostrovem klenutým mostem. Třetí ostrov tvoří oktagon pevnosti v blízkosti budov, který ale není s ostrovy nijak spojen. Benátská vláda od roku 1645 vystavěla pět pevností ve tvaru oktagonu na ochranu a kontrolu laguny. Samotná pevnost dnes sestává pouze z obezděného hliněného ostrůvku. Oktagon u Poveglie je jeden ze čtyř, který se zachoval.
Na ostrově se nachází také jedna, ale možná i více morových jam, kam byly pohřbívány infikovaná těla obětí morové epidemie. Podle National Geographic zde během století zemřelo až 100 000 lidí, kteří byli pohřbeni do masových hrobů. Jiný zdroj, Atlanta Obscura odhaduje počty zemřelých až na 160 000 lidí.
Když se italská vláda po dlouhých letech konečně rozhodla se stavem ostrova něco udělat, inspirovala se i asociace Young Architects Competitions. V roce 2016 vyhlásila architektonickou soutěž pro mladé architekty, kteří měli vytvořit návrh Poveglie jako univerzitního ostrova. Soutěže se účastnili architekti ze 106 zemí světa. 1. místo získalo studio D.Vision Architecture.
I přes zákaz vstupu ostrov navštěvují milovníci záhad a tajemna. Oficiálně na ostrov zavítá ročně jen pár šťastlivců, kteří dostanou od města povolení, na jehož udělení většinou musí čekat kolem deseti měsíců. Zbytek návštěvníků se na ostrov dostane nelegálně. Někdo přemluví místní rybáře, a kdo o návštěvu hodně stojí, zaplatí si místní lodní taxík.

## Poveglia v kultuře
Temná a tajemná historie ostrova vedla ke zrodu mnoha pověstí. Mezi Benátčany se předávala i pověst o tom, že smrtelně nemocní lidé jen čekají na to, aby se mohli po smrti jako duchové na ostrov vrátit. Smutnou historii dokládají i dva mramorové kvádry z roku 1793 s nápisem Ne Fodias Vita Functi Contagio Requiescunt (v překladu: Zde nekopejte, odpočívají tu nakažení mrtví).
V knize Pouť do Palestiny, Egypta a Sýrie popisuje mnich Marie-Joseph de Geramb svůj pobyt na Poveglii během roku 1831:
Během svého pobytu v Benátkách jsem, milý příteli, měl na práci tolik věcí, že jsem neměl ani okamžik, abych dokončil svůj dopis na rozloučenou. Možná na dlouhou dobu, protože jsem na palubě lodi Ulysses, která zatím nedokončila svou karanténu a podléhá přísným hygienickým zákonům. Já sám jsem považován za člověka, který je infikovaný morem. Tento dopis bude zvednut kleštěmi, dán do plechové krabice a přijde vám probodaný, politý octem a vydezinfikovaný. - Lazaret Poveglia, 6. září 1831 na palubě lodi Ulysses

Ostrov Poveglia se objevil v pořadech Po stopách duchů a v americkém pořadu Scariest Places on Earth (Nejstrašidelnější místa na Zemi).
Temný polský komiks od Romana Pietraszka Žiješ? se odehrává na ostrově Poveglia během morové epidemie a vypráví příběh nemocné dívky a chlapce, snažících se utéct z ostrova zatímco je pronásledují moroví doktoři.
Poveglia se stal inspirací pro ostrov, kde se odehrává první příběh Smrt a Benátky z grafické novely Věčné noci komiksové série Sandman. Ostrov vlastní v 18. století bohatý šlechtic a alchymista, jemuž se podaří sebe, svůj palác a své hosty ochránit před zubem času tím, že se stejný den opakuje znovu a znovu. Vypravěč navštíví ostrov jako chlapec a později jako dospělý, kdy je ostrov (stejně jako Poveglia) dlouhou dobu opuštěný s pověstí strašidelného místa.
V komiksu Castle Waiting, autorka Linda Medley nazývá ostrov „Ostrovem bez návratu“. Postava doktora Fella zešílí kvůli snaze léčit oběti moru.
Novela Laurie R. King Island of the Mad vykresluje Poveglia jako úkryt pro skupinu žen, které chtějí uniknout před sílícím fašismem a využívají strašidelnou pověst ostrova jako způsob jakým odradit nechtěné návštěvníky.